# Wyżyna Rudawska
Wyżyna Rudawska (czes. Krušnohorská hornatina) – makroregion w północno-zachodnich Czechach i południowo-wschodnich Niemczech (Saksonii), część podprowincji Kraina Rudaw (czes. Krušnohorská subprovincie).
Wyżyna Rudawska od północnego zachodu graniczy z Nizinami Sasko-Łużyckimi, na południu graniczy z Podgórzem Rudawskim, na niewielkim odcinku na południowym zachodzie z Czeskim Lasem, a na północnym zachodzie z Sudetami Zachodnimi.
Wyżyna Rudawska rozciąga się w kierunku WSW-ENE na długości ok. 175 km, jego powierzchnia wynosi ok. 7 298 km². Najwyższym wzniesieniem jest Klínovec 1 244 m n.p.m.
Administracyjnie północna część leży w Saksonii, a południowa w Czechach, w kraju karlowarskim i usteckim.
Wyżyna Rudawska leży w dorzeczu Łaby. Południową część odwadnia Ochrza (czes. Ohře), lewy dopływ Łaby. Północną część odwadnia Mulda (rzeka) i jej dopływy.
Wyżyna Rudawska na obszarze Czech dzieli się na trzy części, są to:
- Děčínská vrchovina (niem. Elbsandsteingebirge)

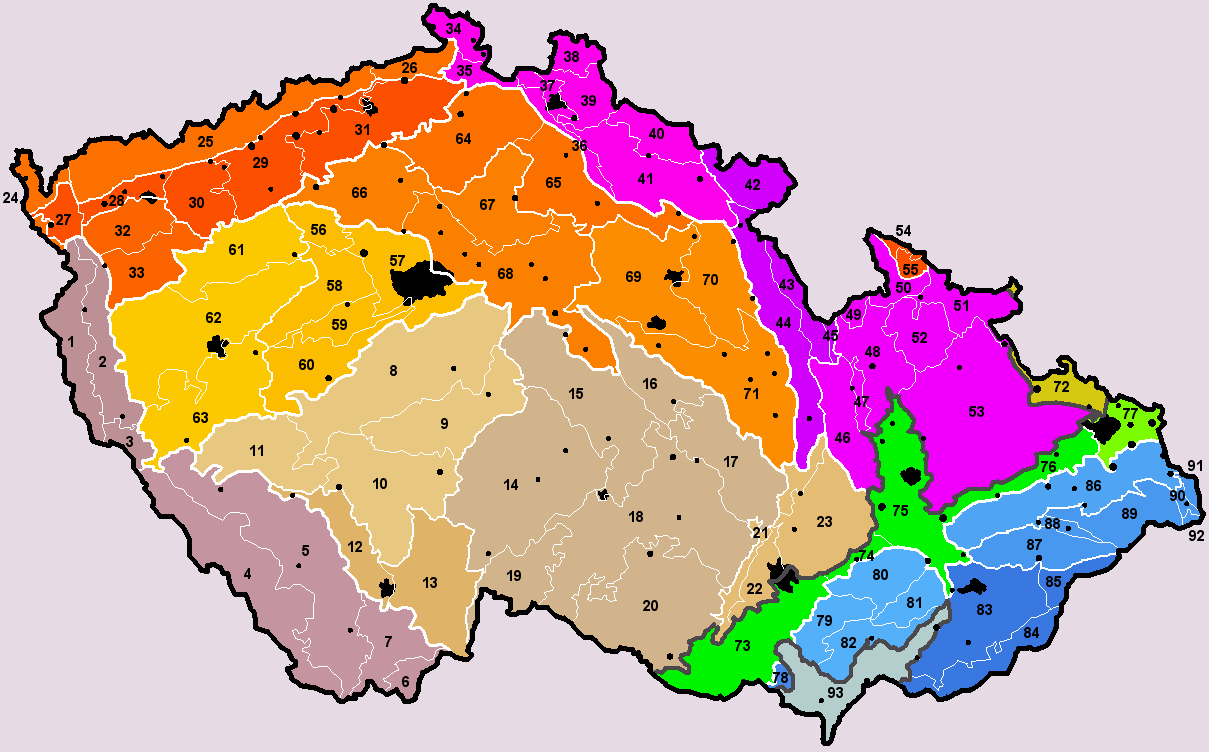
Geomorfologiczny podział Czech

- Krušné hory (niem. Erzgebirge)
- Smrčiny (niem. Fichtelgebirge).